# Amine Belferar
Mohammed El Amine Belferar, né le 16 février 1991 à El Attaf, est un athlète algérien, spécialiste des épreuves de demi-fond particulièrement le 800 mètres.

## Carrière
Après avoir gagné les sélections algériennes avec un temps sur 800 m de 1 min 46 s 07, il se qualifie pour les championnats du monde en 2013 au cours duquel il ne dépasse pas le stade des séries. Membre des forces armées algériennes, il représente son pays aux Jeux mondiaux militaires de 2015 et termine  cinquième avec un temps proche de son meilleur temps en 1 min 46 s 46 minutes.
Avec un temps de 1 min 45 s 01 minutes en 2016 à Barcelone, il est sélectionné pour représenter l'Algérie aux Jeux olympiques d'été de 2016, où il atteint les demi-finales.

## Palmarès
| Date | Compétition                     | Lieu           | Résultat | Épreuve | Marque        |
| ---- | ------------------------------- | -------------- | -------- | ------- | ------------- |
| 2013 | Championnats du monde           | Moscou         | 24e      | 800 m   | 1 min 47 s 17 |
| 2015 | Jeux mondiaux militaires        | Mungyeong      | 5e       | 800 m   | 1 min 46 s 46 |
| 2016 | Jeux olympiques                 | Rio de Janeiro | 19e      | 800 m   | 1 min 46 s 55 |
| 2017 | Jeux de la solidarité islamique | Bakou          | 3e       | 800 m   | 1 min 46 s 44 |
| 2017 | Championnats du monde           | Londres        | -        | 800 m   | DNF           |

## Records
| Épreuve    | Épreuve   | Marque        | Lieu     | Date           |
| ---------- | --------- | ------------- | -------- | -------------- |
| 800 mètres | Plein air | 1 min 44 s 66 | Alger    | 25 juin 2014   |
| 800 mètres | Salle     | 1 min 47 s 74 | Sabadell | 7 février 2017 |